# Будько Валентин Семенович
Валенти́н Семе́нович Будько́ (4 вересня 1940) — народний депутат України 1-го скликання.

## Біографія
Народився 4 вересня 1940 року, Житомирська область, УРСР, в сім'ї селян. Українець, освіта вища, вчений агроном, закінчив Житомирський сільськогосподарський інститут, Вищу партійну школу при ЦК Компартії України.
Перший секретар Народицького РК КПУ.
1990 — голова Народицької районної Ради народних депутатів, голова виконкому.
1995 — консультант Комісії ВР України з питань Чорнобильської катастрофи.
Член КПРС.
Висунутий кандидатом у народні депутати трудовими колективами центральної районної лікарні та колгоспу імені Щорса Народицького району.
18 березня 1990 року обраний народним депутатом України 1-го скликання, 2-й тур 68.37 % голосів, 6 претендентів.
- Житомирська область
- Малинський виборчий округ № 163
- Дата прийняття депутатських повноважень: 15 травня 1990 року.
- Дата припинення депутатських повноважень: 10 травня 1994 року.

Голова підкомісії з питань переселення Комісії ВР України з питань Чорнобильської катастрофи.
Нагороджений орденами Трудового Червоного Прапора і «Знак Пошани».
Одружений, має дітей.